# Nepitia embra
Nepitia embra là một loài bướm đêm trong họ Geometridae.